# Museo delle navi di Fiumicino
Il Museo delle navi romane è un museo archeologico, gestito dal Parco archeologico di Ostia antica, situato nei pressi dell'aeroporto di Roma-Fiumicino, nel territorio del comune di Fiumicino, realizzato negli anni sessanta per ospitare i resti di alcune navi romane rinvenute durante i lavori per la costruzione dello scalo aeroportuale.
Si tratta di uno dei pochi musei europei sorto in prossimità del sito in cui sono stati ritrovati i reperti navali.

## Storia
Il museo nacque trasformando l'hangar, dove erano stati trasportati i reperti in edificio museale, che fu inaugurato nel 1979.
A causa di problemi infrastrutturali il museo fu chiuso nel 2002, per riaprire poi nell'ottobre 2021.

### Scavi
Durante i lavori per la realizzazione dell'aeroporto di Roma-Fiumicino furono rinvenuti diversi resti archeologici facenti parte dei porti di Claudio e Traiano tra cui il molo settentrionale e la cosiddetta "capitaneria", in un'area marginale dove le imbarcazioni troppo malridotte per navigare, venivano di fatto abbandonate.
Nel 1958 fu rinvenuta la prima imbarcazione, denominato Fiumicino 2, seguita poi da altre tre navi tra il 1959 e 1961, Fiumicino 1, Fiumicino 3 e Fiumicino 5. Negli anni seguenti furono portate alla luce anche due parti di fiancata appartenenti alle navi Fiumicino 6 e Fiumicino 7 e lo scafo del veliero Fiumicino 4, mentre un ulteriore relitto, il Fiumicino 8, non è stato scavato a causa del pessimo stato di conservazione.
Considerando che il contatto con l'aria avrebbe portato ad un forte deterioramento dei reperti rinvenuti, il Genio civile, sotto la direzione dell'ingegnere Otello Testaguzza e dell'archeologa Valnea Santa Maria Scrinari, realizzò sul sito dei principali ritrovamenti un hangar in legno dove i relitti furono trasportati e consolidati.

## Descrizione
Il museo ospita cinque relitti completi di navi per il trasporto fluviale-marittimo, di cui tre navi caudicarie (Fiumicino 1, 2 e 3), un piccolo veliero (Fiumicino 4) e una navis vivaria (Fiumicino 5), nota anche come la barca del pescatore, e due frammenti di fiancata di nave.
Altri reperti custoditi presso il museo sono del materiale lapideo ritrovato ad Ostia, tra cui un sarcofago, una bitta d'ormeggio, un calco del rilievo di Torlonia, dei sigilli di età antonina, uno scandaglio, un ceppo d'ancora, delle anfore, il calco di un'iscrizione trovata presso il porto, dei pannelli descrittivi delle fasi di scavo per il recupero delle navi e delle tecniche di costruzione degli scafi.

### I relitti
- Fiumicino 1, 2 e 3: si tratta di tre navi caudicarie lignee di piccole dimensioni: 17 x 5,5 metri la prima, 19 x 6,3 la seconda e 14 x 4,5 la terza, con una portata massima rispettivamente di circa 50, 70 e 30 tonnellate, utilizzate per l'alleggio delle grandi navi marittime che approdavano presso Ostia e Porto. Per quanto riguarda la Fiumicino 1 i materiali di costruzione comprendono diversi tipi di legno locale tra cui la quercia per la chiglia e per le tavole del fasciame di poppa e prua, e il pino domestico per le tavole centrali. La tecnica di costruzione, detta a guscio portante, prevede la messa in opera della chiglia e delle tavole di fasciame prima delle ordinate, legate al fasciame attraverso chiodi di ferro in cavicchi di salice (alcune ordinate sono state bloccate anche sulla chiglia tramite grossi chiodi di ferro); migliaia di sottili linguette in legno duro, dette tenoni, sono state inserite in mortase a intervalli regolari nelle tavole per collegarle tra di loro e rendere coeso il guscio della nave. L'armamento della piccola imbarcazione prevedeva un albero sito in posizione avanzata anteriore e munito di pedarole su cui era fissato il cavo per l'alaggio; sull'albero poteva essere montata anche una vela aurica. Queste imbarcazioni sono cadute in disuso tra la fine del IV e l'inizio del V secolo.[5]
- Fiumicino 4: si tratta di un piccolo veliero utilizzato per piccole attività commerciali, in origine esso doveva misurare all'incirca 10 x 2,8 metri con una portata massima di 3,8 tonnellate. Costruita grossomodo con la stessa tecnica e gli stessi materiale delle navi caudicarie, fatta eccezione per l'impiego del cipresso per alcune tavole del fasciame e dei cavicchi d'olivo in luogo dei chiodi di ferro, fu abbandonata intorno alla metà del III secolo.[5]
- Fiumicino 5: si tratta di una piccola nave da pesca, o navis vivaria, lunga circa 6 metri e datata al II secolo. Essa era dotata di un compartimento posto al centro dello scafo, munito di coperchio e riempito d'acqua grazie ai piccoli 19 fori praticati sul fondo, che serviva a mantenere in vita il pescato con una capacità di circa 300 litri. Attraverso dei piccoli tappi in legno di pino domestico era possibile anche regolare il flusso dell'acqua e svuotare all'occorrenza il compartimento. Anche questa nave è stata realizzata con legni locali con una tecnica simile a quelle applicate per le altre navi custodite nel museo, con l'eccezione dell'uso del legno di ginepro per parte delle ordinate.[5]

## Collegamenti
|  | È raggiungibile dalla stazione di Fiumicino Aeroporto. |